# Carl-Heinz Dömken
Carl-Heinz Dömken (* 13. April 1929 in Hannover; † 12. Dezember 2011 in Göddenstedt) war ein deutscher Pferdezüchter, Karikaturist, Künstler, Journalist und Autor.

## Leben und Wirken
Seit seiner Grundschulzeit begeisterte sich Dömken für den Schriftsteller Karl May, dessen Werk sein Leben maßgeblich beeinflusste. Früh unterhielt er Kontakte zu Persönlichkeiten der Karl-May-Szene wie Klara May, der Witwe des Schriftstellers,  Patty Frank und zu Euchar Albrecht Schmid, dem Geschäftsführer des Karl-May-Verlags.
Schon als Schüler zeichnete Dömken Karikaturen. Er schickte eine seiner Zeichnungen an Henri Nannen, der ihn nach dem Abitur zu seiner Zeitschrift Stern holte. Nach einer Tätigkeit als Journalist und Illustrator bei Nannens Zeitschrift studierte Dömken Germanistik an der Universität Hamburg. Gleichzeitig nahm er Schauspielunterricht bei Willy Birgel. In der Folge absolvierte er eine Ausbildung in Schauspiel und Regie an der Akademie für Musik und Theater in Hannover, der heutigen Hochschule für Musik, Theater und Medien Hannover. Anschließend war Dömken als Regieassistent des Intendanten Franz Reichert am Staatstheater Hannover tätig, dem heutigen  Niedersächsischen Staatstheater Hannover.
Lebenslang arbeitete Dömken als Karikaturist und Zeichner. „Der erste Bundespräsident Theodor Heuss fühlte sich von Dömkens Karikatur ‚richtig herausgearbeitet‘, die Bundeskanzler Konrad Adenauer und Helmut Schmidt ließen sich von ihm porträtieren.“ Seit 1995 entwarf Dömken die Cover-Illustrationen für die weit verbreiteten Romanbände Karl Mays im Bamberger Karl-May-Verlag.
Dömken befasste sich auch als Autor mit Karl May. So fasste er sämtliche Stellen in dessen Werk über Kara Ben Nemsis legendären Hengst Rih in einem Buch zu einer eigenen Biografie des Pferdes zusammen. Darüber hinaus veröffentlichte Dömken zahlreiche Arbeiten über Pferde.
Er gründete und leitete bis zu seinem Tod ein Gestüt in der Lüneburger Heide, wo er Araber-Pferde und Hunde der Rasse Chien de Montagne des Pyrénées züchtete.
Zu seinen Freunden und Bekannten zählten Marika Rökk, Hans Albers, Heinz Rühmann und Heinz Erhardt, der Dömken zufolge „keinen Humor hatte.“

## Werke (Auswahl)
- Mein Rih. München: BLV-Verlag 1979, ISBN 3-40513-768-3; Neuausgabe: Bisses: L. B. Ahnert-Verlag 1989, ISBN 3-92114-231-8
- Stammpferde der Araberzucht II. München: BLV-Verlag, München 1980, ISBN 3-40513-798-5; Neuausgabe: Bisses: L. B. Ahnert-Verlag 1989, ISBN 3-92114-233-4
- Nizar – ein Schatz im Stall. Bisses: L. B. Ahnert-Verlag 1980, ISBN 3-92114-236-9
- Ein Pferdebuch. Balve: Engelbert-Verlag 1982, ISBN 3-53600-374-5
- Ghazal – der Fürst der Pferde. Bisses: L. B. Ahnert-Verlag, Bisses 1986, ISBN 3-92114-223-7
- Halla. Die Olympia-Diva (mit Hans Günter Winkler). Bisses: L. B. Ahnert-Verlag 1988, ISBN 3-92114-242-3; Neuausgabe: München: BLV-Verlag 1989, ISBN 3-40513-788-8
- Ich duze alle Pferde. Ein Pferdebuch. Bisses: L. B. Ahnert-Verlag 1988, ISBN 3-92114-226-1; Neuausgabe: München: BLV-Verlag, München 1990, ISBN 3-40513-787-X
- Mahomed, Ghazals Erbe. Bisses: L. B. Ahnert-Verlag 1988, ISBN 3-92114-266-0; Neuausgabe: München: BLV-Verlag 1990, ISBN 3-40513-796-9; Neuausgabe: Hildesheim: Olms Verlag 2000, ISBN 3-48708-338-8
- Winnetous Welt. Büffel, Siedler und Indianer. Bamberg: Karl-May-Verlag 2002, ISBN 3-78023-090-9
- Winnetous Welt. Trapper, Cowboys und Indianer. Bamberg: Karl-May-Verlag 2002, ISBN 3-78023-091-7